# مقاطعة ونلوين
مقاطعة ونلوين (بالصومالية: Degmada Wanlaweyn)‏ إحدى مقاطعات محافظة شبيلي السفلى جنوب شرق الصومال، عاصمتها ونلوين.

## روابط خارجية
- مقاطعات الصومال
- الخريطة الإدارية لمقاطعة ونلوين